# Подыгра
Подыгра в теории игр — любая часть игры в развернутой форме, удовлетворяющая следующим условиям:
1. имеет одну начальную позицию, находящуюся в одноточечном информационном множестве;
2. содержит все позиции исходной игры, следующие за любой содержащейся в ней позицией;
3. содержит все элементы информационных множеств, если в неё входит хотя бы один их элемент.

Интуитивно подыгра представляет собой часть более общей игры (охватывающей игры, над-игры), которая может рассматриваться как отдельная игра. В связи с этим, если в процессе игры достигается начальная позиция некоторой подыгры, в дальнейшем участники могут сконцентрироваться на отыскании оптимальных стратегий в ней, абстрагируясь от предыстории и от рассмотрения позиций, не входящих в подыгру.
Эта возможность обеспечивается перечисленными выше свойствами подыгры. Первое и третье из них говорят о том, что стороны, совершающие ходы в подыгре, точно знают, что они находятся в ней. Если начальная позиция находится в многоточечном информационном множестве или позиции в рассматриваемой части игры пересекают некоторые информационные множества, не включая их полностью, это означает, что, по крайней мере, одна из сторон не может с уверенностью утверждать, что она разыгрывает подыгру.
Второе свойство говорит о том, что подыгра должна включать в себя все допустимые ходы игроков, что и охватывающая игра. В противном случае нельзя гарантировать, что рациональное поведение в ней будет рациональным в соответствующей части охватывающей игры.
Понятие подыгры используется для отыскания равновесий, совершенных по подыграм, представляющих собой очищения равновесия Нэша, учитывающие динамический характер игр в развернутой форме и устраняющие равновесия, основанные на недостоверных угрозах.